# 敏鳚
敏鳚（学名：Scartella cristata），又稱頂鬚鳚，是輻鰭魚綱鳚形目鳚科敏鳚属一种，分布於西大西洋百慕達群島、美國佛羅里達州與墨西哥灣北部到巴西；東大西洋地中海、茅利塔尼亞與加納利群島到那米比亞海域，深度0至10公尺。本种由瑞典学者卡尔·林奈于1758年描述发表，最初属于鳚属（Blennius）。种加词“cristata”意为“有冠的”，源自本种颈部具有由10—18根鳃丝组成的丝状皮瓣。本魚體延長，稍側扁，無冠膜，具鼻鬚、眼上鬚和頸鬚且有分支，唇光滑，無犬齒，體深綠色或橄欖色，身體上有深色條紋，延伸至背鰭下部，背鰭硬棘12、背鰭軟條14-15枚、臀鰭硬棘2枚、臀鰭軟條14-17枚，體長可達12公分，棲息在沿海潮間帶潮池，以藻類為食，雌魚產附著性卵，雄魚會守護卵孵化，幼魚為浮游性，生活習性不明，可做為觀賞魚。